# Velaux
Velaux – miejscowość i gmina we Francji, w regionie Prowansja-Alpy-Lazurowe Wybrzeże, w departamencie Delta Rodanu.
Według danych na rok 2008 gminę zamieszkiwało 8 403 osób, a gęstość zaludnienia wynosiła 333 osób/km² (wśród 963 gmin regionu Prowansja-Alpy-W. Lazurowe Velaux plasuje się na 90. miejscu pod względem liczby ludności, natomiast pod względem powierzchni na miejscu 406.).